# ペリー (DD-340)
|          | |
| 艦歴     | |
| 発注     | |
| 起工     | 1920年9月15日 |
| 進水     | 1921年10月29日 |
| 就役     | 1922年8月7日 |
| 退役     | |
| 除籍     | |
| その後   | 1944年9月13日に戦没 |
| 性能諸元 | |
| 排水量   | 1,190トン |
| 全長     | 314 ft 5 in (95.83 m) |
| 全幅     | 30 ft 8 in (9.35 m) |
| 吃水     | 13 ft 6 in (4.11 m) |
| 機関     | 2缶 蒸気タービン2基 2軸推進、13,500shp |
| 最大速   | 駆逐艦当時 35 ノット (65 km/h) |
| 乗員     | 士官、兵員133名 |
| 兵装     | 駆逐艦当時 4インチ砲4門、3インチ砲1門、21インチ魚雷発射管12門掃海駆逐艦当時 3インチ砲4門のち2門、40ミリ連装機関砲4門、20ミリ機銃5門、掃海具 |

ペリー (USS Perry, DD-340/DMS-17) は、アメリカ海軍の駆逐艦、掃海駆逐艦。クレムソン級駆逐艦の1隻。艦名はオリバー・ハザード・ペリー代将にちなむ。その名を持つ艦としては三代目。

## 艦歴
ペリーはメア・アイランド海軍造船所で1920年9月15日に起工し、1921年10月29日にアン・R・スカッダー夫人によって進水、艦長リチャード・H・ブース大尉の指揮下1922年8月7日に就役する。竣工後、1923年1月17日にサンディエゴを出て行動を開始するが間もなく予備艦となり、1930年4月1日に再就役する。再就役後はカリフォルニア方面での演習に加え、夏季には上院メンバーのアラスカ視察旅行のために行動した。向こう10年近くの間、ペリーのスケジュールは東太平洋、西大西洋およびカリブ海における艦隊演習および陸軍・海軍・沿岸警備隊の三者による合同演習などで埋めつくされていた。
1940年4月2日、ペリーは戦艦アリゾナ (USS Arizona, BB-39) を護衛してサンディエゴを出港し、太平洋艦隊の新しい母港である真珠湾に向かった。真珠湾に到着してから5か月の間はハワイ水域で哨戒任務に就き、10月に入って掃海駆逐艦への改装工事を受けるため真珠湾の海軍工廠に入った。1940年11月19日付で DMS-17 に再分類され、1941年1月に第2機雷群に加わった。春に入ってサンディエゴに向かい、7月1日に再びアリゾナを護衛して真珠湾に向かった。
真珠湾攻撃当時の1941年12月7日、ペリーは真珠湾に停泊中であった。ペリーは日本機1機を撃墜し、攻撃の嵐が止んだあとは湾口に出て哨戒と掃海任務を行った。この任務は1942年5月31日まで継続され、任務終了後はカリフォルニアに向かい、メア・アイランド海軍造船所で整備を受ける。整備後は7月31日にメア・アイランドを発ち、真珠湾までの船団護衛任務を行った。間もなくアリューシャン方面の戦いに参加するためコディアックに進出。以降1943年8月15日のコテージ作戦でキスカ島を奪還するまでの間、ペリーは北太平洋方面で掃海と救助および補給部隊に対する護衛任務を行った。
ペリーは9月8日にアダック島を離れ、真珠湾を経由してサンフランシスコに到着し、修理が行われた。11月27日に真珠湾に戻ると第5艦隊（レイモンド・スプルーアンス中将）に加わり、来るギルバート・マーシャル諸島の戦いに備えた。1944年1月31日、ペリーはクェゼリン環礁沖に到着して輸送船泊地の対潜警戒にあたる。5日後、輸送船団をヌメアまで護衛。4月3日、第2機雷群の一艦としてニューギニアの戦いに参じた。3日後、ペリーはミルン湾に到着して第7艦隊（トーマス・C・キンケイド中将）に合流。第77.3任務群とともに行動し、対潜哨戒と護衛任務に就く。4月22日にアイタペ沖に着き、タライ島とアラ諸島間の海域の掃海を行ったほか、対潜哨戒と火力支援任務を行った。5月6日までニューギニア方面で作戦行動を行ったあとソロモンを経て第5艦隊に再び合流し、次のマリアナ・パラオ諸島の戦いのための準備を整えた。
ペリーは第51.17任務群に編入され、6月13日にはサイパン島沖に到着して第58任務部隊（マーク・ミッチャー中将）から分派されてきた戦艦の火力支援のもと、敵前掃海を開始する。掃海作業は翌日には終わり、その後は上陸部隊への支援を行い、また、迫る日本艦隊との対決を前にできるだけ多く輸送艦艇を守る護衛任務も行う。ペリーは6月26日にサイパン島沖を離れてエニウェトク環礁に向かい、第53.1任務群に合流したあとはグアムに向かった。7月14日から20日まで、ペリーはグアムの戦いに先立って上陸予定海域の掃海を敢行し、7月21日に戦いが始まったあとは火力支援部隊に加わった。5日後にグアム沖を去ってエニウェトクに向かうが、その途中でロタ島に対して艦砲射撃を行い、輸送船団を護衛しつつエニウェトクに到着した。ペリーはソロモン海域に回航されて演習に参加し、来るパラオ方面での戦いに備えることとなったが、このパラオの戦いが、結果的にペリーの戦歴の最後となった
9月6日、ペリーを含む第2機雷群はフロリダ諸島を出撃。9月12日にペリリュー島沖に到着して掃海任務を開始しようとしていた。8時11分、機雷が爆発してペリーのギアが損傷するものの10時28分までにはギア交換を終え、午後の早いころにはもとの任務に戻る態勢となり、夜に入って掃海作業と対潜哨戒を再開した。翌9月13日も朝早くから掃海作業を続行していた。14時18分、ペリーはアンガウル島沖にいたったところで船体中央部を中心とする激しい水中爆発に見舞われる。主機械はすべて動力を断たれ、艦前方の火室も圧潰した。蒸気や燃料が艦のいたるところから吹き上がり、船体は30度に傾いた。傾斜は刻々と増していき、14時20分に艦長は総員退艦を令した。僚艦の敷設駆逐艦プレブル (USS Preble, DM-20) が接近してペリーを生かそうと努力したものの効果はなく、15時15分にはすべての乗組員がペリーを退去した。ペリーは16時5分に横転し、船体を2つに割って2分後の16時7分に40ファゾムの海底に沈んでいった。
ペリーは第二次世界大戦の功績で、6個の従軍星章を受章した。

## 船体の発見
ペリーの生存者の一人であるラリー・タンクスはペリーと、ペリーと運命を共にした乗組員仲間のことが忘れられず、記念品の類を収集してまわった。1999年になり、パラオ水域の沈没した日本軍艦船の捜索で定評のあったパラオのダイビングショップ "Fish 'n Fins" に、海底のペリーの捜索を依頼する。ショップのオーナーは諸記録を基にペリーの捜索を決定し、2000年5月1日にタンクス立会いのもとで捜索を開始。これまで幾度となくペリーの捜索は行われていたがすべて失敗に終わっていた。しかし、開始後4時間あまりで水深75メートルの海底に2つ折れの状態で横たわるペリーの船体を確認することができた。この日はタンクスの78歳の誕生日にあたっていた。なお、沈没地点はテクニカルダイビングの技術を取得したダイバーでないと到達できない場所である。